# Брянский (Астраханская область)
Брянский — отселённый посёлок в Красноярском районе Астраханской области, входит в состав Сеитовского сельсовета.

## История
В 1990 году, в связи с негативным воздействием на окружающую среду деятельности Астраханского газового комплекса постановлением Совета Министров РСФСР от 17.08.1990 № 309 Брянский включен в перечень населенных пунктов, расположенных в 8-километровой санитарно-защитной зоне Астраханского газового комплекса, на территории которых установлен коэффициент за работу в пустынной и безводной местности в размере 1,35 к заработной плате рабочих и служащих.

## География
Посёлок расположен в дельте реки Волги, в Волго-Ахтубинской пойме.
Абсолютная высота 26 метров ниже уровня моря.
Уличная сеть состоит из одного географического объекта: ул. Береговая.
Климат
Резко континентальный, крайне засушливый (согласно классификации климатов Кёппена-Гейгера — BSk)..
Часовой пояс
Брянский, как и вся Астраханская область, находится в часовой зоне МСК+1. Смещение применяемого времени относительно UTC составляет +4:00.

## Население
| 2002 | 2010 |
| ---- | ---- |
| 0    | →0   |

Национальный состав
По данным Всероссийской переписи, в 2010 году численность населения посёлка составляла 0 человек
Согласно результатам переписи 2002 года, в национальной структуре населения посёлка русские составляли 100 % от общей численности населения в 1 жителя.

## Инфраструктура
Нет данных.

## Транспорт
Водный транспорт.